# مجيتسا
مجيتسا (بالإنجليزية: Mežica) هي مستوطنة تقع في سلوفينيا. يقدر عدد سكانها بـ 3,966 نسمة ومساحتها 26.4 كم2 .